# Anodorhynchus purpurascens
Az Anodorhynchus purpurascens a madarak osztályának papagájalakúak (Psittaciformes)  rendjébe és a papagájfélék (Psittacidae) családjába tartozó kihalt faj. A bennszülöttek oné couil néven hívták, sokak szerint, nem is létezett.

## Előfordulása
A Kis-Antillák szigetcsoportjához tartozó Guadeloupe szigeten élt.

## Megjelenése
Tollazata fekete, lába kék, csőre eléggé erőteljes volt.

## Kihalása
Az élőhely elvesztése és a vadászat okozta kihalását.